# 張維翰 (光緒進士)
張維翰，四川省潼川府遂寧縣人，清朝政治人物。同進士出身。
光緒二年（1876年），參加丙子恩科會試，得貢士第282名。殿試登進士3甲第67名。同年五月（6月3日），經吏部掣簽，授即用知縣。